# Best Intentions
Best Intentions è il primo album del gruppo musicale statunitense We Are the In Crowd, pubblicato dalla Hopeless Records il 4 ottobre 2011.

## Il disco
La copertina del disco è un collage di fotografie che ritraggono i membri della band in vari momenti insieme.
Il primo singolo, Rumor Mill, è stato pubblicato il 26 luglio 2011, mentre il 3 agosto la band ha rivelato il nome dell'album ed è stato disponibile il preordine. Della canzone Kiss Me Again è stata anche registrata una versione con Alex Gaskarth degli All Time Low alla voce ad accompagnare Tay, ed è stato girato un video con protagonisti i due. La cover di Grenade compare anche nella compilation Love Is Hopeless 2013.

## Critica
La critica ha dimostrato generalmente di gradire l'album, che risulta notevole soprattutto per essere il prodotto di una band al suo debutto come full length. Efficaci risultano i duetti tra Tay e Jordan Eckes e i ritornelli, tutti molto incisivi e di facile memorizzazione. I detrattori evidenziano come l'album sia di molto breve durata e alcune canzoni tendano ad assomigliarsi. Quasi tutti i recensori notano una spiccata somiglianza tra la voce di Tay e quella di Hayley Williams dei Paramore.
Ryan Gardner di AbsolutePunk ha espresso un giudizio favorevole sull'album (7/10), evidenziando come la band sia cresciuta rispetto all'EP di debutto, e come questo si rifletta specialmente nei testi; il cantato di Tay e l'alternanza fra lei e Jordan Eckes è un altro elemento che aggiunge molto all'album. Rock Sound (7/10) lo definisce come un "disco d'esordio decente" e dimostra di gradire le abilità vocali di Tay Jardine, paragonandole a quelle di Hayley Williams, cui assomigliano molto. Molto positiva la critica di PropertyofZack (4/5), entusiasta per i ritornelli accattivanti e di immediato impatto, per l'ottima intesa nell'intercambio tra le voci maschili e femminili e per la presenza, oltre alle solite canzoni veloci, anche di qualche traccia più lenta, che mette in mostra un lato ancora poco conosciuto della band. Unica pecca la breve durata dell'album. Le stesse considerazioni vengono espresse da Alter the Press (4/5), che in più nota come un paio di canzoni si assomiglino fra loro, cosa che in un album di sole 10 tracce risulta un po' più evidente; ad ogni modo, questo non toglie nulla al merito della band.
Rockfreaks assegna all'album una sufficienza (6,5/10) essendo il disco d'esordio, ma afferma che rispetto ai Paramore (con cui viene spesso effettuato il paragone) Best Intentions possiede meno carisma e meno vitalità, presentandosi tutto su melodie abbastanza simili, benché allegre e di facile ascolto e memorizzazione. Dello stesso parere anche Sputnikmusic (3/5), che sottolinea il fatto che la band esprime il meglio di sé nelle canzoni più veloci e ritmate, mentre in quelle più soft risulta prevedibile, e questo costituisce un limite perché il rischio è quello di realizzare canzoni molto simili l'una con l'altra. In ogni caso, riconosce che questo è in parte dovuto alla poca esperienza della band e trova che i We Are the In Crowd abbiano un potenziale da sviluppare, specialmente nella formula che alterna le parti di Tay e Jordan.

## Tracce
1. Rumor Mill – 3:38
2. This Isn't Goodbye, It's BRB – 3:08
3. The Worst Thing About Me – 2:44
4. Kiss Me Again – 3:18
5. On Your Own – 3:23
6. All or Nothing – 3:07
7. Exits and Entrances – 3:06
8. See You Around – 2:58
9. You've Got It Made – 3:41
10. Better Luck Next Time – 2:51

Tracce bonus nell'edizione iTunes
1. On My Way (demo) – 3:14
2. Rumor Mill (acoustic version) – 3:49
3. Grenade (cover di Bruno Mars) – 3:43
4. Kiss Me Again (feat. Alex Gaskarth) – 3:21

## Formazione
- Tay Jardine – voce, tastiera, violino in "You've Got It Made"
- Cameron Hurley – chitarra solista, cori
- Jordan Eckes – voce, chitarra ritmica
- Mike Ferri – basso
- Robert Chianelli – batteria

## Classifiche
| Classifica (2011)         | Posizione massima |
| ------------------------- | ----------------- |
| Stati Uniti               | 122               |
| Stati Uniti (independent) | 20                |
| Stati Uniti (heatseekers) | 2                 |